# Loyset Compère
Loyset Compère   (bisbat d'Arràs, c. 1445 - Saint-Quentin, 16 d'agost de 1518) va ser un compositor francoflamenc del Renaixement. De la mateixa generació que Josquin des Prez, va ser un dels compositors més significatius de motets i cançons d'aquesta època, i un dels primers músics a portar a França el lleuger estil renaixentista italià.
El seu lloc exacte de naixement no es coneix, però els documents de l'època ho assignen a una família de la província d'Artois (a la França moderna) i suggereixen que pot haver nascut a l'Hainaut (a la moderna Bèlgica). Almenys una font de Milà indica que es va descriure com a procedent d'Arras, també a Artois. Tant la data com el lloc probable de naixement estan molt a prop dels de Josquin des Prez; de fet, l'àrea que envolta l'actual frontera belga-francesa va produir un sorprenent nombre de compositors excel·lents als segles XV i XVI, compositors la fama que es va difondre per tot Europa. Sovint, aquests compositors es coneixen com a escola francoflamenca o holandesa.
A la dècada de 1470, Compère va treballar com a cantant a Milà a la capella del duc Galeàs Maria Sforza, durant la qual els compositors com Johannes Martini i Gaspar van Weerbeke també hi cantaven. El cor de la capella a principis dels anys setanta va esdevenir un dels conjunts de cant més grans i famosos d'Europa. Després de l'assassinat del duc en 1476, Compère sembla haver estat "acomiadat" de la capella, i potser hagi tornat a França en aquest moment. Durant els propers deu anys va començar a treballar a la cort francesa i va acompanyar Carles VIII a la seva invasió d'Itàlia el 1494 (en què no es coneix). Va estar a Roma a principis de 1495 durant l'ocupació de la ciutat per Carles i el seu exèrcit.
A continuació, va tenir una sèrie de posicions de l'església. Al 1498, Compère estava a Cambrai, i des del 1500 fins al voltant de 1504 estava a Douai; la seva última cita va ser a la col·legiata de Saint-Quentin. Al llarg d'aquest temps, sembla que va estar en servei a temps parcial a la cort francesa, com ho demostren les seves nombroses composicions per a ocasions oficials i cerimonials. Va morir a Saint-Quentin.

## Obres
A diferència dels seus contemporanis, Compère sembla haver escrit poques misses (almenys molt poques sobreviuen). Per temperament, sembla que va ser un miniaturista, i les seves obres més populars i nombroses estaven en les formes més curtes del dia, principalment les cançons i motets. Dues tendències estilístiques són evidents en la seva música: l'estil de l'escola burgúndia, que sembla haver après a la seva primera carrera abans d'arribar a Itàlia, i l'estil més lleuger dels compositors italians actuals, que escrivien les frottoles (el predecessor lleuger i popular del madrigal). Compère tenia un regal per a la melodia i moltes de les seves cançons es van fer populars; compositors posteriors van utilitzar diversos comcantus firmi per a misses. De tant en tant, sembla que s'ha donat un desafiament tècnic formidable i es proposà de resoldre'l, com ara escriure quòdlibets (un exemple és Au travail suis, que combina menys de sis temes diferents escrits pel mateix text per diferents compositors).
Compère va escriure diverses obres d'una forma única, de vegades anomenada motet lliure, que combina una mica de l'elegància lleugera de la cançó popular italiana de l'època amb la tècnica de contrapunt dels holandesos. Alguns combinen textos de diferents fonts, per exemple, una fragància de Sile més aviat paradoxal que combina una súplica a la Mare de Déu amb una cançó dedicada a Bacus. La seva elecció de textos seculars tendeix cap a allò irreverent i suggestiu.
Les seves cançons són les seves composicions més característiques, i molts estudiosos de la música renaixentista els consideren el seu millor treball. Són per a tres o quatre veus, i es troben en tres categories generals: italià, feines lleugeres per a quatre veus a cappella, molt semblants a les frottoles, amb text establert sil·làsticament i sovint homofònic i amb cadències freqüents; tres obres de veu a l'estil de Borgoña, més aviat com la música de Dufay; i els "motets-chansons" de tres veu, que semblen més al motet medieval que qualsevol altra cosa. En aquestes obres, la veu més baixa sol cantar un "cantus firmus" lent amb un text llatí, generalment de cant, mentre que les veus superiors canten parts més animades, en francès, sobre un text secular.
Ottaviano Petrucci va imprimir a Venècia moltes composicions de Compère i es van difondre àmpliament; òbviament, la seva disponibilitat va contribuir a la seva popularitat. Compère va ser un dels primers compositors a beneficiar-se de la nova tecnologia d'impressió, que va tenir un profund impacte en la difusió de l'estil musical francoflamenc a tot Europa.
Compère també va escriure diversos Magnificats (l'himne d'elogi a la Mare de Déu, del primer capítol de l'Evangeli de Lluc), així com nombrosos motets curts.